# Iwao Hakamada
Iwao Hakamada (jap. 袴田 巖 Hakamada Iwao; ur. 10 marca 1936 w Shizuoka) – japoński bokser. Skazany na śmierć 11 września 1968 roku za morderstwo dokonane 30 czerwca 1966 roku, które stało się znane jako Incident Hakamada. W dniu 10 marca 2011, został wpisany do Księgi rekordów Guinnessa jako najdłużej przebywający w celi śmierci. W marcu 2014 roku jego sprawa została ponownie rozpatrzona, po czym został natychmiastowo zwolniony przez sąd okręgowy, który stwierdził, że jest powód by wierzyć, iż dowody przeciwko niemu w pierwszym procesie, zostały sfałszowane. 26 września 2024 roku został uniewinniony.
Iwao Hakamada ma starszą siostrę, Hideko. Jego starszy brat Shigeji zmarł w 2001. Od 1959 do 1961, Hakamada walczył w 29 profesjonalnych walkach bokserskich. Został sklasyfikowany na szóstym miejscu w swojej klasie wagowej. Zakończył swoją karierę z wynikiem 16–11–2, w tym jedno zwycięstwo przez TKO. Wszystkie stracone walki, przegrał na punkty. Po zakończeniu kariery pracował w jednej z fabryk w swoim rodzinnym mieście.
W 1968 roku został skazany na karę śmierci za zamordowanie swego pracodawcy i jego rodziny.
Skazany zawsze utrzymywał, że jest niewinny, a obciążające go zeznania podpisał – jak powiedział – pod wpływem gróźb i bicia przez policjantów. Wyrok skazujący został jednak zatwierdzony przez japoński Sąd Najwyższy w 1980 roku.
W 2008 roku pojawiły się jednak nowe dowody w sprawie Hakamady, w tym korzystne dla niego testy DNA, które nie potwierdziły jego winy. Działający na rzecz uwolnienia mężczyzny komitet poparcia, a także japońska Izba Adwokacka zażądały rewizji nadzwyczajnej całego procesu.
26 września 2024 roku sąd okręgowy dystryktu Shizuoka uniewinnił Hakamade z zarzucanych mu czynów. Sąd w trakcie procesu stwierdził poważne błędy popełnione przez policję, na czele z wymuszeniem zeznań obciążających go siłą oraz spreparowaniem dowodów rzeczowych jego winy.
8 października 2018 roku prokuratura odstąpiła od apelacji dot. wyroku z września, ostatecznie uniewinniając w 2024 roku byłego boksera po 46 latach od zarządzonej dla niego kary śmierci. Za pobyt w więzieniu otrzymał odszkodowanie w wysokości 217 milionów jenów.